# 檜垣立哉
檜垣 立哉（ひがき たつや、1964年5月10日 - ）は、日本の哲学者。学位は、博士（文学）。大陸哲学やフランス現代哲学、日本哲学（主に京都学派）に関する研究を行う。専門は、生命論、応用倫理学、生命倫理学。大阪大学名誉教授。専修大学文学部教授。

## 経歴
埼玉県生まれ。1983年武蔵高校卒。1987年東京大学文学部哲学科卒。1992年同大学院人文科学研究科博士課程中退、文学部助手。1994年埼玉大学専任講師。1996年助教授。2000年大阪大学人間科学研究科助教授。2007年准教授、2009年教授。2011年『瞬間と永遠：ジル・ドゥルーズの時間論』で大阪大学から博士（文学）を取得。2023年大阪大学名誉教授。同年専修大学文学部哲学科教授。

## 著書
- 『ベルクソンの哲学 - 生成する実在の肯定』（勁草書房） 2000年 / 講談社学術文庫 2022年
- 『ドゥルーズ - 解けない問いを生きる』（日本放送出版協会、シリーズ・哲学のエッセンス） 2002年 / 増訂・ちくま学芸文庫 2019年
- 『西田幾多郎の生命哲学 - ベルクソン、ドゥルーズと響き合う思考』（講談社現代新書） 2005年 / 講談社学術文庫 2011年
- 『生と権力の哲学』（ちくま新書） 2006年
- 『賭博 / 偶然の哲学』（河出書房新社、シリーズ・道徳の系譜） 2008年
- 『ドゥルーズ入門』（ちくま新書） 2009年
- 『瞬間と永遠 - ジル・ドゥルーズの時間論』（岩波書店） 2010年
- 『フーコー講義』（河出書房新社、河出ブックス） 2010年
- 『ヴィータ・テクニカ - 生命と技術の哲学』（青土社） 2012年
- 『子供の哲学 - 産まれるものとしての身体』（講談社選書メチエ） 2012年
- 『ロボット・身体・テクノロジー』（大阪大学出版会） 2013年
- 『哲学者、競馬場へ行く 賭博哲学の挑戦』（青土社） 2014年
- 『日本哲学原論序説 拡散する京都学派』（人文書院） 2015年
- 『食べることの哲学』（世界思想社 教養みらい選書） 2018年
- 『バロックの哲学　反－理性の星座たち』（岩波書店） 2022年
- 『日本近代思想論 技術・科学・生命』（青土社） 2022年
- 『生命と身体　フランス哲学論考』（勁草書房） 2023年
- 『哲学者がみた日本競馬　昭和から令和、21世紀の競馬場に立つ』（教育評論社）2023年

### 共著・編著
- 『生命と現実　木村敏との対話』（聞き手、河出書房新社） 2006年、新版2017年
- 『ドゥルーズ / ガタリの現在』（小泉義之・鈴木泉共編、平凡社） 2008年
- 『哲学という地図 - 松永哲学を読む』（村瀬鋼共編著、勁草書房） 2010年、オンデマンド版2016年
- 『生権力論の現在 - フーコーから現代を読む』（編著、勁草書房） 2011年
- 『いのちと病い - 〈臨床哲学〉に寄せて』（共著、創元社） 2012年
- 『ロボット・身体・テクノロジー』（編著、大阪大学出版会） 2013年
- 『バイオサイエンス時代から考える人間の未来』（編著、勁草書房）2015年
- 『構造と自然 哲学と人類学の交錯』（山崎吾郎共編著、勁草書房） 2022年
- 『ベルクソン思想の現在』（編者代表、書肆侃侃房） 2022年
- 『住む・棲む　シリーズ人間科学8』（編者代表、大阪大学出版会）2022年
- 『寺山修司の遺産　21世紀のいま読み直す』（伊藤徹共編著、堀之内出版）2023年

## 翻訳
- 『親密性』（レオ・ベルサーニ, アダム・フィリップス、宮澤由歌共訳、洛北出版） 2012年
- 『生そのものの政治学 二十一世紀の生物医学、権力、主体性』（ニコラス・ローズ、監訳、法政大学出版局、叢書・ウニベルシタス） 2014年
- 『食人の形而上学 ポスト構造主義的人類学への道』（エドゥアルド・ヴィヴェイロス・デ・カストロ、山崎吾郎共訳、洛北出版） 2015年
- 『ベルクソニズム 新訳』（ジル・ドゥルーズ、小林卓也共訳、法政大学出版局、叢書・ウニベルシタス） 2017年
- 『カオス・領土・芸術 ドゥルーズと大地のフレーミング』（エリザベス・グロス、監訳、法政大学出版局、叢書・ウニベルシタス） 2020年

## 論文
- 国立情報学研究所収録論文 国立情報学研究所